# Александрова, Галина Анатольевна
Гали́на Анато́льевна Алекса́ндрова (род. 15 октября 1976 года, деревня Хорнзоры, Чувашия) — российская легкоатлетка, бронзовый призёр чемпионатов мира (2000, 2009) в командном зачёте в составе команды России; серебряный (2003) и бронзовый (2009, в личном и командном зачёте в составе команды Чувашии) призёр чемпионатов России в беге на полумарафонскую дистанцию — 21 км 97 м.
Призёр чемпионатов России в беге на 5000 м, 10000 м и полумарафоне.

## Биография
Родилась 15 октября 1976 года, в д. Хоронзор, Аликовского района Чувашской Республики. Воспитанница Новочебоксарской специализированной ДЮСШ олимпийского резерва № 3. Окончила Чебоксарское среднее специальное училище олимпийского резерва. Была студенткой Новочебоксарского филиала Российского государственного университета физической культуры, спорта, молодёжи и туризма[уточнить]. Мастер спорта России по лёгкой атлетике (1996). Тренировалась в клубе «Российская Армия».
Тренеры: Семёнов, Василий Семёнович; Егоров, Юрий Михайлович.

## Выступления на чемпионатах страны
- Чемпионат России по лёгкой атлетике 1999 года —  (полумарафон — 1:11.18);
- Чемпионат России по лёгкой атлетике 2001 года —  (5000 м — 15.46,99);
- Чемпионат России по лёгкой атлетике 2001 года —  (10 000 м — 32.29,4);
- Чемпионат России по лёгкой атлетике 2002 года —  (10 000 м — 32.13,20);
- Чемпионат России по лёгкой атлетике 2003 года —  (полумарафон — 1:10.30);
- Чемпионат России по лёгкой атлетике 2009 года —  (полумарафон — 1:11.32);